# Altındağ
Altındağ es un distrito metropolitano de la provincia de Ankara en la región de Anatolia Central de Turquía, parte de la ciudad de Ankara . Según el censo de 2000, la población del distrito es de 407.101 habitantes, de los cuales 400.023 viven en el centro urbano de Altındağ. El distrito cubre un área de 175 km² (68 mi²) , y la elevación promedio es 850 m (2789 pies). La población de Altındağ es 407,675 a partir de 2021. Esta población está compuesta por 204.907 hombres y 202.768 mujeres.

## Barrios
Hay 26 barrios en Altındağ a partir de 2017.
- Atıfbey
- Aydıncık
- Aydınlıkevler
- Baraj
- Başpınar
- Battalgazi
- Beşikkaya
- Doğantepe
- Feridun Çelik
- Gicik
- Gültepe
- Güneşevler
- Hacettepe
- Hacıbayram
- Kale
- Karacaören
- Karakum
- Karapürçek
- Kavaklı
- Önder
- Peçenek
- Solfasol
- Tatlar
- Ulubey
- Yıldıztepe
- Zübeyde Hanım

## Geografía
Situada a las afueras del centro de la ciudad (más allá del distrito de Ulus hasta el gran Altınpark), esta ladera ha sido durante mucho tiempo el hogar de los trabajadores de la ciudad de Ankara, pero Altındağ sigue siendo uno de los barrios más pobres de la capital. La ladera está cubierta de viviendas gecekondu construidas ilegalmente, hogar de familias de bajos ingresos. Entre las viviendas hay algunos edificios municipales, viviendas públicas, viviendas estatales para funcionarios y muchos talleres de reparación de automóviles.
El antiguo Castillo de Ankara se encuentra en Altındağ y recientemente se ha invertido en trabajos de restauración. Con este patrimonio arquitectónico, Altındağ es miembro de la Asociación Europea de Ciudades y Regiones Históricas con sede en Norwich .

## Historia
Después de que Ankara se convirtiera en la capital el 13 de octubre de 1923, hubo un rápido aumento de población en la ciudad. El distrito de Altındağ se estableció en 1953. El primer centro de la ciudad de la capital, Ankara, se encuentra dentro de los límites del actual municipio de Altındağ. El arroyo Çubuk, que tiene la presa de Çubuk, fluye en el norte del distrito, cuya tierra es accidentada y montañosa, y los arroyos Ankara y Hatip fluyen en el sur. Hay estructuras importantes como el Castillo de Ankara, el Templo de Augusto, la Columna de Juliano, los Baños Romanos y el Teatro Romano entre las ruinas más antiguas de un distrito que es muy rico en términos de restos históricos y culturales.
El Monumento a la República, el Museo de las Civilizaciones de Anatolia, el Museo de Etnografía, el Museo de la Guerra de la Independencia y el Museo de la República se pueden contar como obras del período de la República.
Entre los edificios religiosos del distrito se encuentran las tumbas de Karacabey, Ahi Şerafettin, Hacı Bayram Veli, Karyağdı, Gülbaba, İzzettin Baba y Hacı Bayram, Aslanhane, Ahi Elvan, Alaaddin, Zincirli y Kurşunlu.

## Lugares de interés

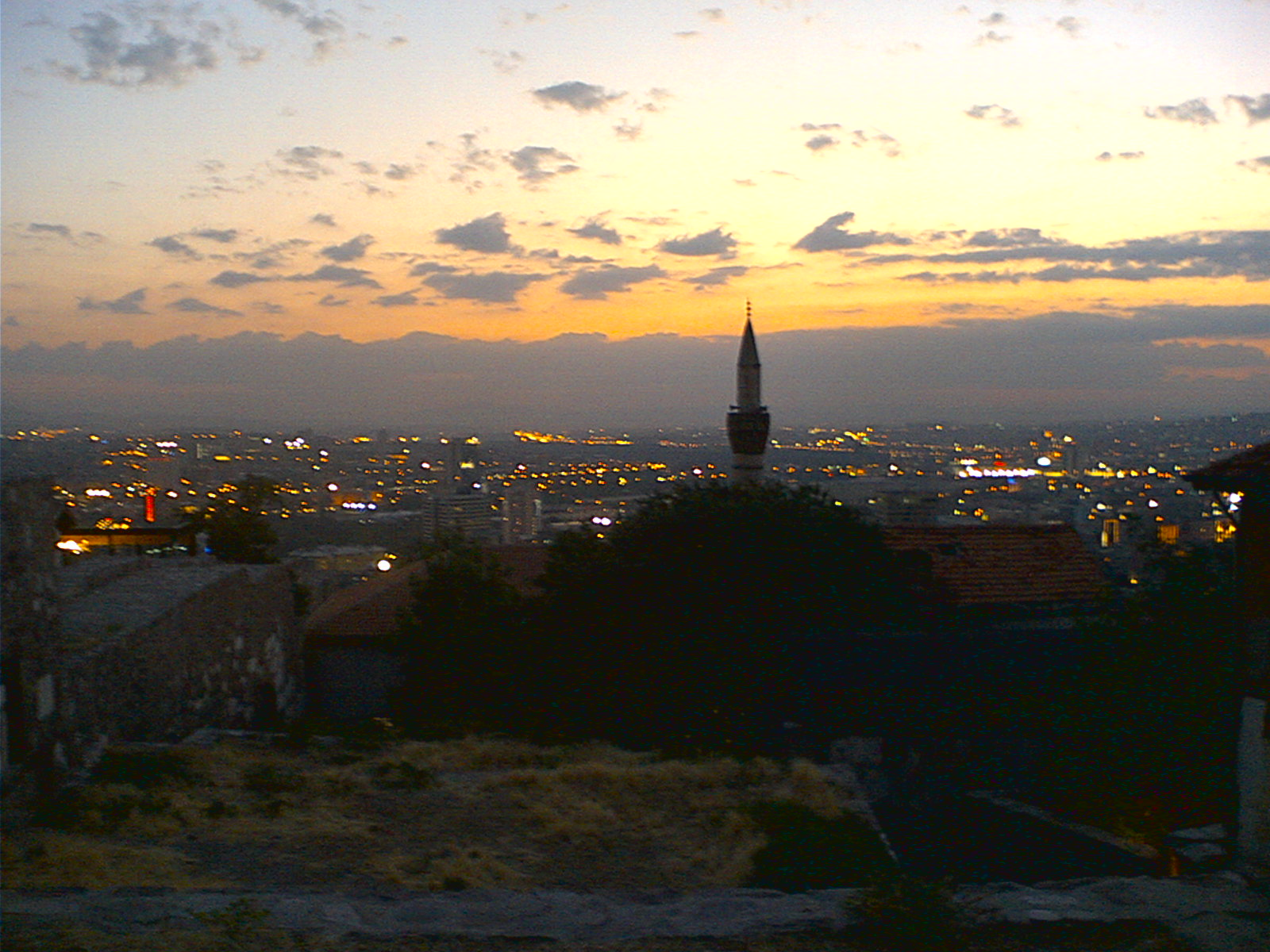
Panorámica de Ankara desde Castillo de Ankara

- Altınpark : un gran parque, anteriormente (1977) un campo de golf, que destaca por sus 10 metros (32,8 pies) estatua de una hogaza de pan en la entrada; contiene un recinto ferial, karting, patinaje sobre hielo, grandes piscinas para navegar y pescar, el Centro de Ciencias Feza Gürsey y mucho más.[10]
- Çamlık - vista de la ciudad desde la colina
- Castillo de Ankara ( Kale ): el corazón de la colina de la antigua ciudad de Ankara, construido por los gálatas y los bizantinos, ahora rodeado de tiendas de antigüedades, cafeterías y bares/restaurantes en casas de madera restauradas del período otomano, donde se escucha música tradicional turca (fasıl) se juega hasta altas horas de la noche. Uno de los pocos sitios históricos de Ankara.
- Karapürçek: ubicación del torneo anual de lucha en aceite de Ankara.
- Museo de la Prisión de Ulucanlar